# 青沼令子
青沼令子（日语：／ Aonuma Reiko，1954年1月28日—），日本女子篮球运动员。她曾随日本国家队参加了1976年夏季奥林匹克运动会女子篮球比赛，最终队伍获得第五名。